# Beduinen

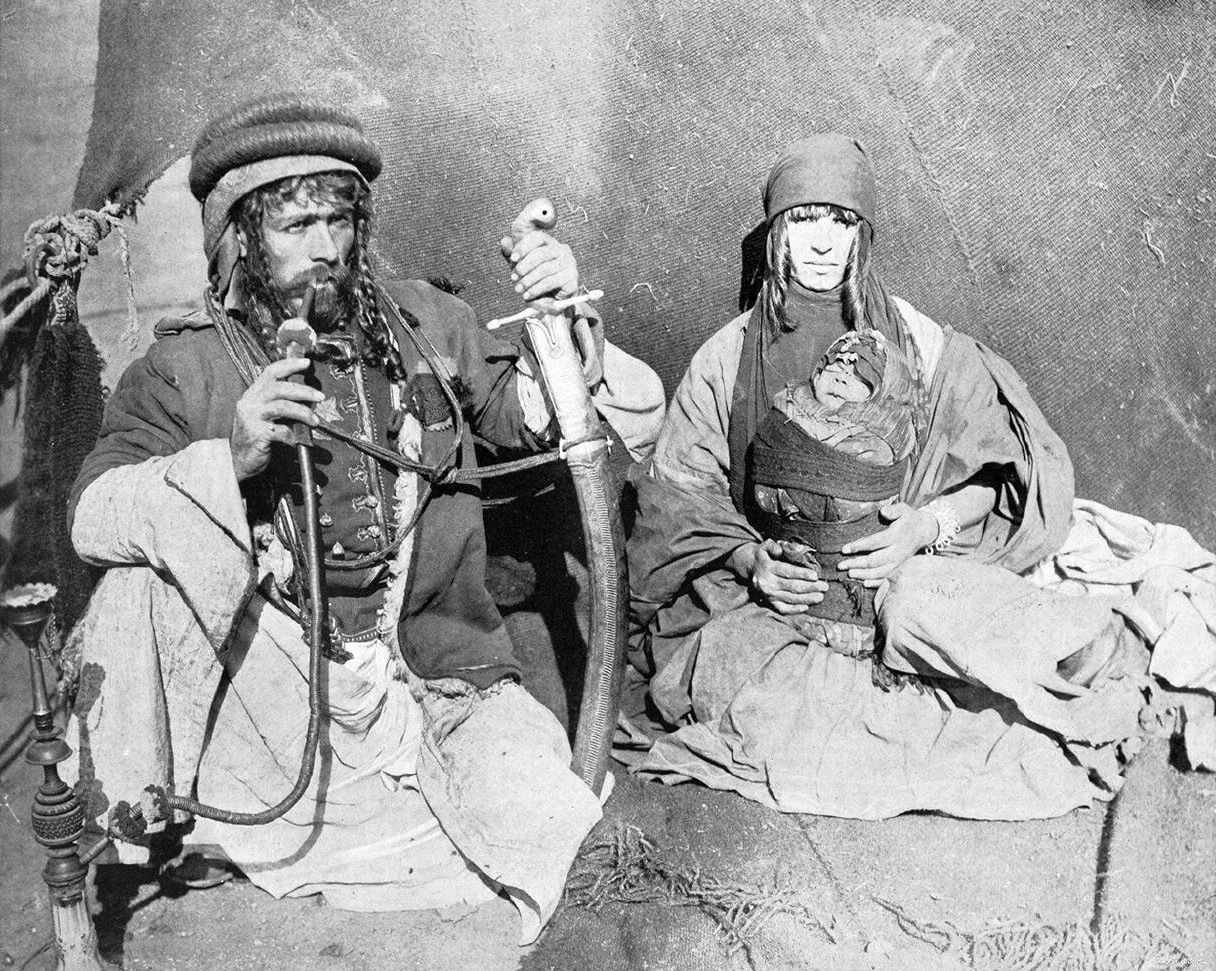
Beduinenfamilie. Ende des 19. Jahrhunderts

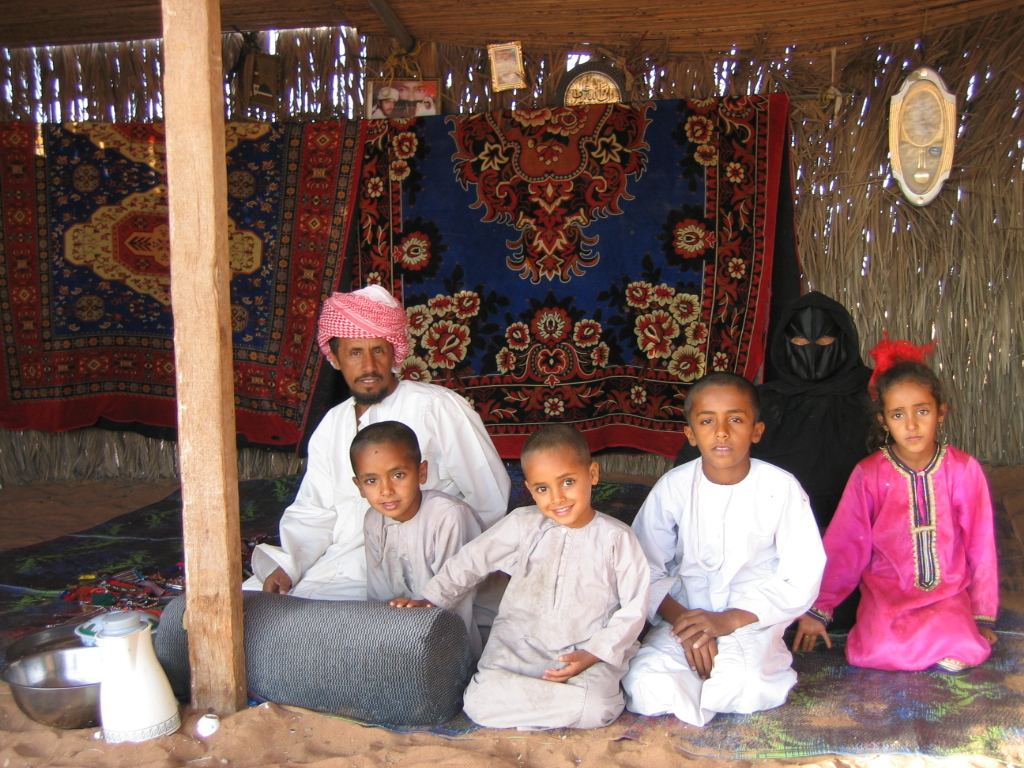
Beduinenfamilie in der Wüste Wahiba Sands in Oman

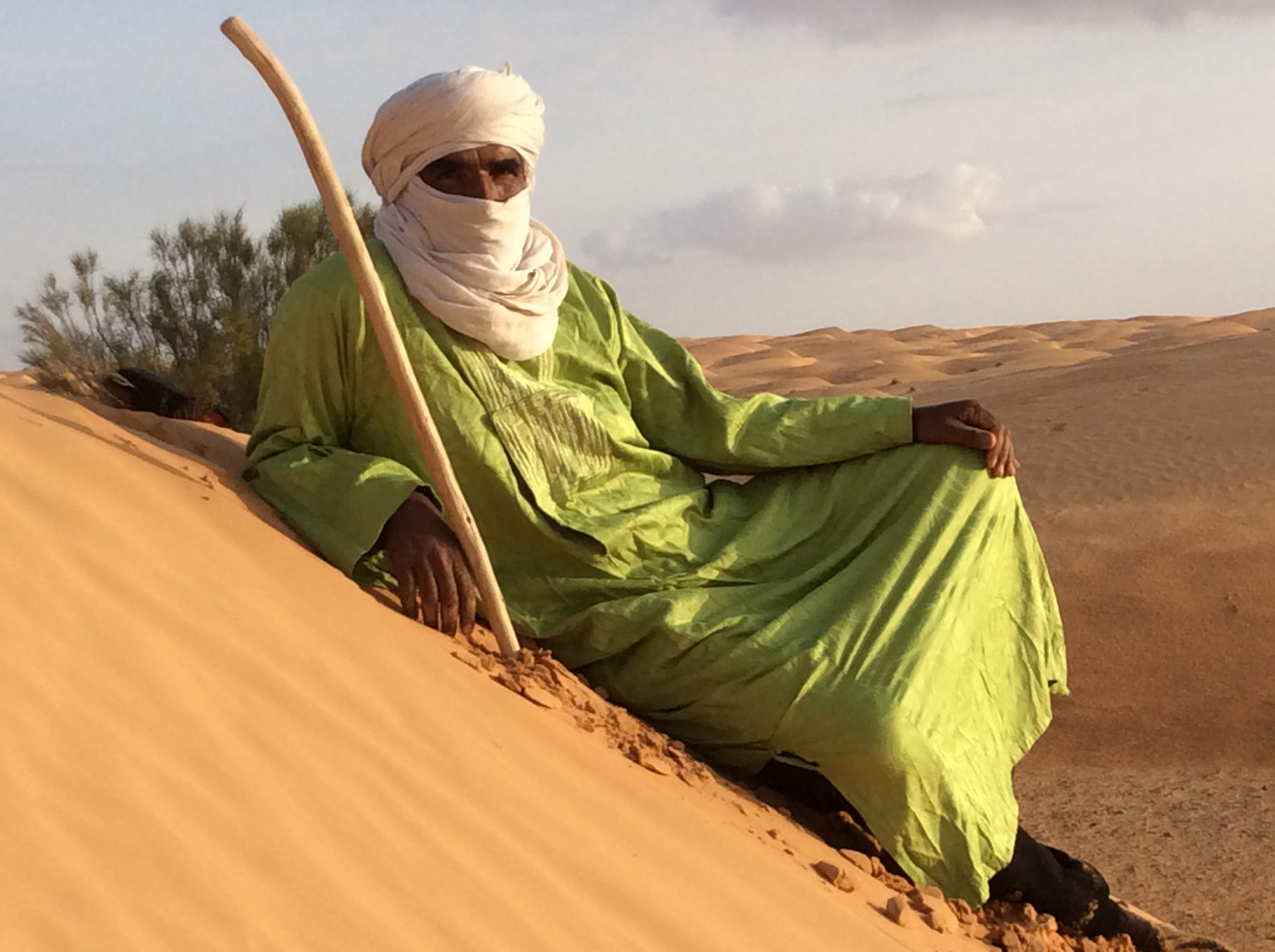
Beduine in der tunesischen Sahara

Beduine (arabisch بدوي badawī „Nomade; nomadisch, nicht sesshaft“,  Pl. arabisch بَدْو badw „Nomaden, Beduinen (Kollektivbezeichnung); Wüste“; vgl. arabisch بَادِيَة bādiya „Steppe, Wüste“) bezeichnet einen nomadischen Wüstenbewohner der Arabischen Halbinsel, der Syrischen Wüste, des Sinai, in Teilen der Sahara und im israelischen Negev. Das Wort badawī wird als Eigenbezeichnung von den Beduinen gewöhnlicherweise nicht benutzt. Sie selbst nennen sich ʿarab (عرب ‚Araber‘), im Gegensatz zu den Sesshaften (Nichtnomaden), arabisch حَضَر ḥaḍar. Der Begriff ḥaḍar bezieht sich auf Städter und Ackerbauern gleichermaßen und entspricht dem arabischen Ausdruck fallāḥūna (fallāḥīn), auf den der Begriff  Fellache („Pflüger“) zur Abgrenzung zu den Beduinen zurückgeht.
Die Beduinen sind Araber und folgen in großer Mehrheit dem Islam. Sie betrachten Ismael als ihren Stammvater. Mittlerweile sesshafte Abkömmlinge der Beduinen unterliegen als Bidun (auch Bedun; arabisch für Staatenlose) in vielen arabischen Staaten erheblicher Diskriminierung.

## Geschichte
Nach Afrika gelangten arabische Beduinen bereits während des ersten vorchristlichen Jahrhunderts: 46 vor Christus erbeuteten die Römer von Beduinen in Nordtunesien 22 Dromedare. Rund 400 Jahre später bildeten berittene Kamelnomaden eine ständige, ernstzunehmende Bedrohung für die römischen Afrika-Provinzen. In der Moderne wird der Lebensstil der Beduinen zunehmend bedroht, insbesondere durch feste Grenzziehungen, staatliche Programme zur Ansiedlung (mit festem Wohnsitz) und die zunehmende Wasserknappheit.

## Lebensweise

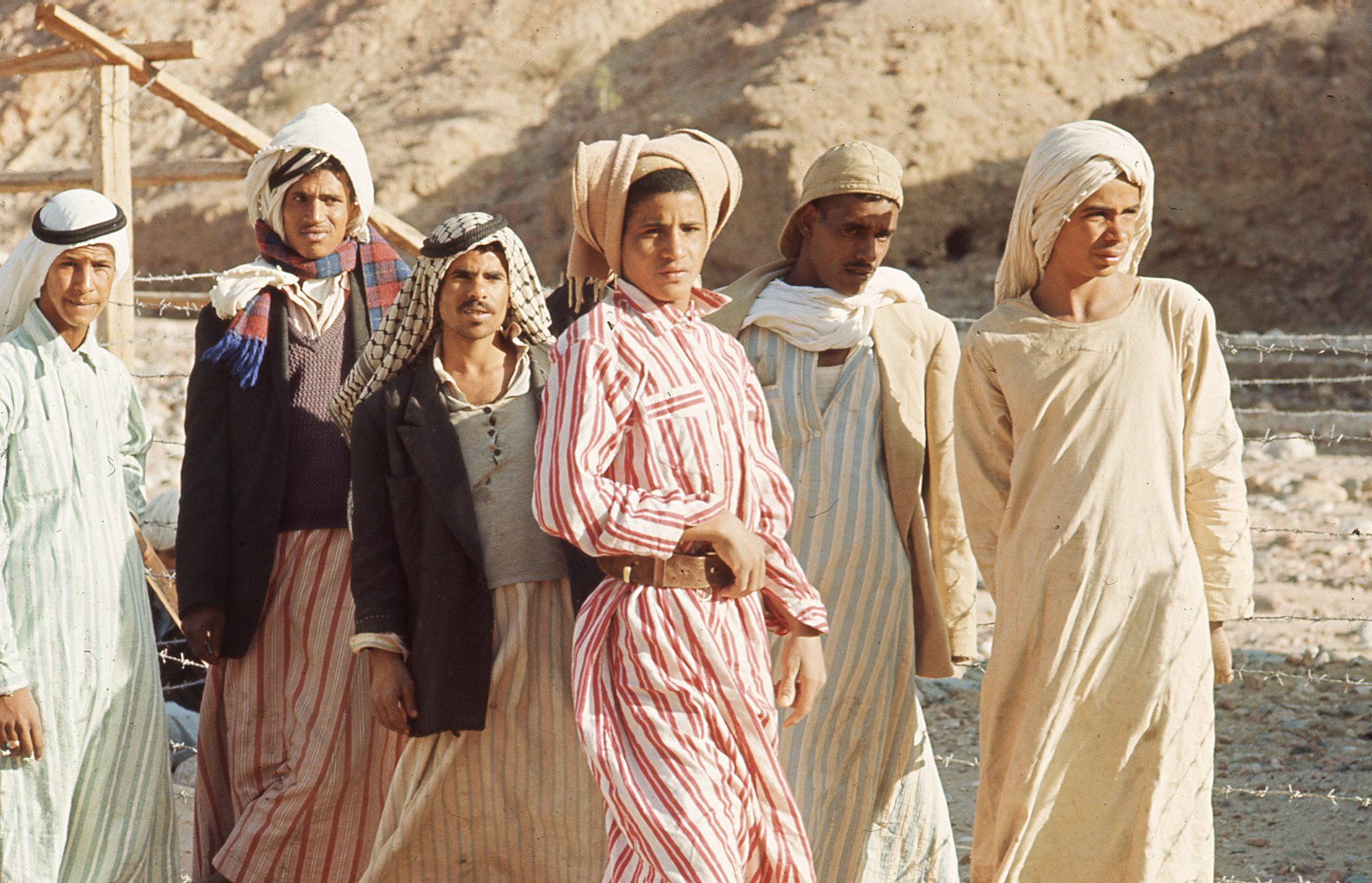
Beduinen auf der Sinai-Halbinsel, 1967

Beduinen leben hauptsächlich von der Viehzucht. Unter anderem züchten sie Dromedare, Schafe und Ziegen, für die sie in der Wüste und vor allem in den Randzonen der Wüsten Weideplätze suchen. Beduinen schlachten ihre Dromedare nur zu seltenen Anlässen. Es verbindet sie Respekt und Liebe mit diesen für sie so wichtigen Tieren. Außerdem hat das Dromedar einen hohen Statuswert. Die Beduinen ernähren sich meist von Brot, Milch, Käse, Gemüse, Datteln, Hülsenfrüchten und Oliven. Leben sie am Meer, gehören auch Fisch und Meeresfrüchte zur Tafel. Ihre Tiere (Ziegen, Schafe usw.) werden meist nur zu besonderen Anlässen geschlachtet und stellen ein Festmahl dar. Beduinen benutzen nur ihre rechte Hand zum Essen. Ihre linke Hand gilt, wie bei den meisten islamischen Völkern, als unrein, weil diese Hand zur Reinigung benutzt wird. Die Kleiderordnung ist klar geregelt. Männer und Frauen tragen ihre Kleider und Tücher in traditionell vorgegebenen Farben. Es ist für Männer und Frauen unschicklich, nackte Haut zu zeigen.
In einigen Gebieten wie Ägypten oder Sinai leben Beduinen vom Tourismus, den sie bei Globetrottern durch ihre Gastfreundschaft ins Leben riefen und danach entweder für Veranstalter arbeiteten oder eigene Feriencamps, beispielsweise in Mahash, Nuweiba, Dahab gründeten. Beispielsweise sind an den ursprünglichen Stränden im Sinai seit den späten 1980ern selbstverwaltete Beduinen-Camps entstanden, die von Gästen aus der ganzen Welt besucht werden.
Außerdem arbeiten Beduinen als Führer für Studienreisen oder Wüstentrips. Diese Einnahmequellen werden jedoch zunehmend erschwert durch Landverkauf, Verdrängung durch internationale Veranstalter und staatliche Stellen oder Anschläge im Urlaubsgebiet.
Die Arabisch sprechenden Beduinen sind nicht mit dem berbersprachigen Volk der Tuareg in Nordafrika zu verwechseln. Auch die nordostafrikanischen Bedscha werden den Beduinen zugerechnet.

## Stammeswesen
Beduinen sind bis heute eng verknüpft mit ihrem jeweiligen Stamm, dessen Patriarchen und Scheichs sie oft bis in lang zurückliegende Jahrhunderte hinein nennen können. Einige führen ihren Stammbaum bis auf den Propheten Mohammed zurück. Zwistigkeiten betreffen nicht nur die Streitenden, sondern den gesamten Stamm, und werden notfalls bei einem Gericht geklärt, dem die Scheichs des jeweiligen Stammes vorsitzen. Auch für eine Hochzeit ist wichtig, dass die Brautleute aus dem gleichen oder zumindest aus einem befreundeten Stamm kommen. Bei den meisten Beduinen ist bis heute die Heirat mit der bint ʿamm, der Cousine, sehr verbreitet. Viele Männer bei den Beduinen heiraten immer noch mehr als eine Frau.

## Beduinen in Israel

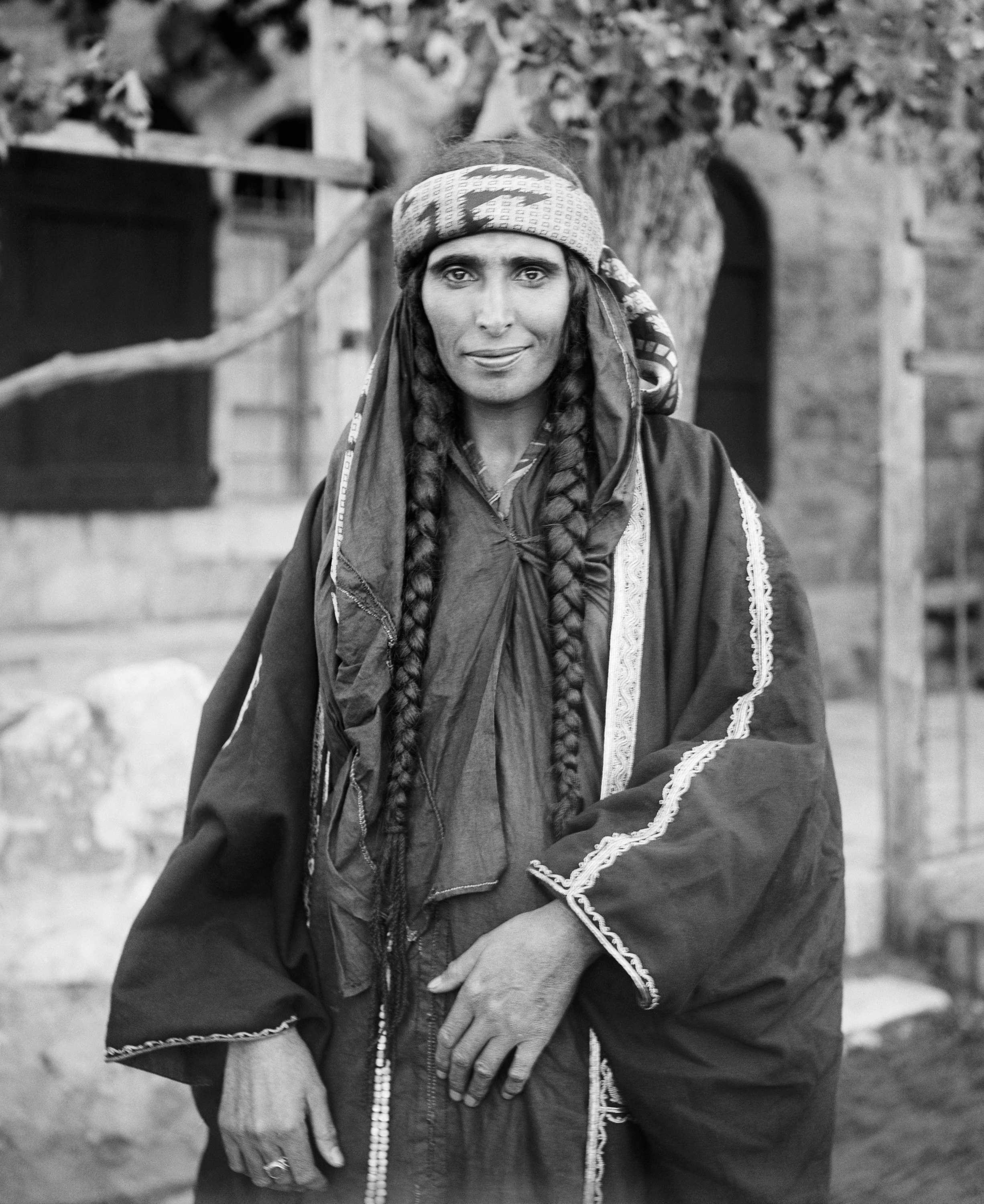
Beduinin zwischen 1898 und 1914 in Jerusalem

Während des Palästinakrieges von 1948 ist ein Großteil der dort inzwischen nur noch halb-nomadisch lebenden Beduinen geflohen oder wurde vertrieben. Eine weitere Vertreibung von etwa 10.000 Beduinen aus der Umgebung von Beʾer Scheva und Al-Auja (Jericho) in Richtung des Sinai folgte 1950. Ein großer Teil des Negev wurde staatliches bzw. militärisches Gebiet, und die Beduinen wurden auf ein reservat-ähnliches Gebiet im Nordosten des Negevs umgesiedelt, das 10 % der Fläche des Negevs ausmacht.
Seit den 1960er Jahren versucht die israelische Regierung, sowohl verstärkt jüdische Israelis zur Niederlassung im Negev zu bewegen als auch die verbliebene beduinische Bevölkerung in eigens für sie gegründete Städte, z. B. Ar’ara BaNegev, Hura, Kuseife und Tel Scheva, umzusiedeln und zu entschädigen. Beduinen hatten sich schon seit dem 19. Jahrhundert geweigert, ihr Landeigentum offiziell eintragen zu lassen, um Steuern zu entgehen.
Seit den 1950er Jahren werden die Wüstenrandgebiete begrünt und wieder aufgeforstet. Das Grasen von Viehherden in großen Teilen des sensiblen Ökosystems Negev wurde eingeschränkt oder verboten, um weitere Schäden zu vermindern. Beduinen züchteten seit Jahrzehnten insbesondere Ziegenherden in dieser Region, die für die Ausweitung der Wüstenbildung verantwortlich sind.
Die Menschenrechtsorganisation Human Rights Watch (HRW) rief im Jahr 2008 zu einem sofortigen Stopp von Zerstörungen beduinischer Häuser in illegalen Siedlungen sowie zu einer unabhängigen Untersuchung auf. Laut Angaben von HRW hat Israel seit den 1970er Jahren tausende von solchen illegalen Häusern zerstört. Als Höhepunkt der jüngsten Auseinandersetzungen um die Räumung des staatlich nicht anerkannten Beduinen-Dorfes Umm al-Ḥīrān nahe Hura kam es im Januar 2017 zuletzt unter umstrittenen Umständen zum Tod eines Lehrers und eines Polizisten.
Ismail Khaldi ist der erste hochrangige beduinische und muslimische Diplomat des Staates Israel. Obwohl die Beduinen nicht der Wehrpflicht unterliegen, melden sich Beduinen freiwillig zum Wehrdienst in den israelischen Verteidigungsstreitkräften, wo sie oft spezielle Einheiten im Grenzschutz zu Ägypten oder entlang der Grünen Linie zum Gazastreifen bilden oder verstärken, insbesondere als Spurensucher.
Die Beduinen in Israel werden von der Europäischen Union oft mit humanitärer Hilfe in Form von Baumaterial, Zelten und ähnlichem unterstützt, die dann regelmäßig von den israelischen Behörden abgerissen oder abgebaut werden, oft mit der Begründung fehlender Genehmigungen. Im Juni 2019 kam es zu diplomatischen Verstimmungen, als israelische Behörden so beschlagnahmtes EU-Material auf einer Versteigerung anboten.

## Beduinen im Westjordanland
Nach Angaben des Hilfswerks der Vereinten Nationen für Palästina-Flüchtlinge im Nahen Osten (UNRWA) ist das Ausmaß der Unterentwicklung von Kindern bei beduinischen Gemeinden im Westjordanland doppelt so hoch wie bei Kindern im Gazastreifen. Fast die Hälfte der Kinder leidet demnach an Durchfall, einer der hauptsächlichen Todesursachen weltweit bei Kindern unter fünf Jahren. Nach Angaben des Amts der Vereinten Nationen für die Koordinierung humanitärer Angelegenheiten (OCHA) werden die palästinensischen Bewohner in dem zum Gebiet C (unter israelischer Militärkontrolle) gehörenden nordöstlichen Westjordanland durch die israelischen Restriktionen gehindert, für die Errichtung oder Erhaltung ihrer Infrastruktur wie Schulen, Gesundheitseinrichtungen oder Kläranlagen zu sorgen. Hilfsorganisationen zufolge bewirken die israelischen Einschränkungen des palästinensischen Zugriffs auf Agrarland in diesem Gebiet, dass tausende Menschen hungern.
Ein weiterer Vorgang, der international bekannt wurde, war der Abriss des Dorfes Chan al-Ahmar im Westjordanland, den das Oberste Gericht Israels im Jahr 2018 angeordnet hatte. Den 180 in baufälligen Blechhütten, die neben einer Autobahn, ohne Kanalisation und nach Ansicht dort in Zone C zuständiger israelischer Behörden illegal errichtet wurden, lebenden Einwohnern wurde ein Neubauviertel in Abu Dis oder Jericho, beide Zone A der Palästinensischen Autonomie angeboten.